# Lyssna, hör, du höga himmel
Lyssna, hör, du höga himmel psalmtext diktad år 1689 av den danske biskopen i Odense Thomas Kingo översatt till svenska år 1909 av Johan Alfred Eklund.

## Publicerad som
- Nr 73 i 1937 års psalmbok under rubriken "Passionstiden".
- Nr 448 i Den svenska psalmboken 1986 under rubriken "Fastan".